# 쿠리코현
쿠리코현(스페인어: Provincia de Curicó)은 칠레 마울레 주를 구성하는 4개의 현 가운데 하나로 현도는 쿠리코이며 면적은 7,280.9km2, 인구는 266,457명(2012년 기준), 인구 밀도는 37명/km2이다.